# FC Carl Zeiss Jena
FC Carl Zeiss Jena – niemiecki klub piłkarski z siedzibą w Jenie w Turyngii.

## Historia
Klub został założony w maju 1903 przez pracowników fabryki Carla Zeissa jako Fussball-Club der Firma Carl Zeiss. W 1911 klub zmienił nazwę na Fussball Club Carl Zeiss Jena e.V., a w marcu 1917 na 1. Sportverein Jena e.V..
W sezonie piłkarskim 2014/2015 na koszulkach meczowych drużyny FC Carl Zeiss Jena (będącej w stanie kryzysu sportowego i finansowego), została umieszczona nazwa zespołu muzycznego pochodzącego także z Turyngii, Heaven Shall Burn, zaś akcja została przedłużona w sezonie 2015/2016. Akcja przyczyniła się do wzrostu zakupu koszulek, zamawianych z całego świata.

## Sukcesy
FC Carl Zeiss Jena zajmuje pierwsze miejsce w tabeli wszech czasów klubów piłkarskich NRD. 
- Mistrzostwo NRD: 1963, 1968, 1970
- Zdobywcy Pucharu NRD: 1960, 1972, 1974, 1980
- Finał Pucharu Zdobywców Pucharów: 1981